# Jean-Cyrille Hierso
Pour les articles homonymes, voir Hierso.
 (mars 2018).
Jean-Cyrille Hierso est un chimiste français, professeur et chercheur à l'Université de Bourgogne. Il est membre de l'Institut Universitaire de France.

## Carrière et recherches
Jean-Cyrille Hierso a obtenu sa maîtrise en chimie-physique de l'Université Paul Sabatier de Toulouse en 1993, suivie d'un DEA consacré à l'étude des nanoparticules organométalliques en 1994. En 1997, il a soutenu sa thèse de doctorat sur le dépôt chimique en phase vapeur de métaux pour l'élaboration de catalyseurs à l'École Nationale Supérieure de Chimie de Toulouse et l'Université Paul Sabatier. 
Jean-Cyrille Hierso a poursuivi sa carrière en tant que chercheur associé au Laboratoire de Chimie de Coordination du CNRS à Toulouse en 1998, puis à l'Université de Leiden aux Pays-Bas en 1999. En 2001, il est devenu maître de conférences à l'Université de Bourgogne, où il a obtenu son habilitation à diriger des recherches en 2006. En 2009, il a été nommé professeur des universités. 
Ses recherches portent sur la chimie organométallique, la catalyse et la chimie verte. Il a étudié le phénomène de couplage scalaire de spin nucléaire à travers l'espace dans les composés phosphorés (tels que les phosphines) et organométalliques (par exemple le ferrocène), qui ont conduit au développement de catalyseurs plus performants,. En outre, l'un des complexes ferrocène-tétraphosphine qu'il a développés est aujourd'hui commercialisé sous le nom "HiersoPHOS-4" et disponible au catalogue de fournisseurs de produits chimiques. 
Spécialisé dans les processus de catalyse, il dirige depuis 2024 l'Institut de Chimie Moléculaire de l'Université de Bourgogne.

## Distinctions
Lauréat 2011 du Prix de Chimie de Coordination de la Société Chimique de France,.
Membre distingué junior 2015 de la SCF.